# Sincan Boyat
Sincan Boyat är en ort i Azerbajdzjan.   Den ligger i distriktet Şabran Rayonu, i den nordöstra delen av landet, 120 km nordväst om huvudstaden Baku. Sincan Boyat ligger 40 meter över havet och antalet invånare är 589.
Terrängen runt Sincan Boyat är kuperad åt sydväst, men åt nordost är den platt. Närmaste större samhälle är Divichibazar, 2,9 km sydost om Sincan Boyat.
Trakten runt Sincan Boyat består till största delen av jordbruksmark. Runt Sincan Boyat är det ganska glesbefolkat, med 47 invånare per kvadratkilometer.